# كوريل فوتو بانت
 كوريل فوتو بانت  (بالإنجليزية: Corel Photo-Paint)‏ هو برنامج لتنقيح الصور ومعالجة الصور والتصميم بمساعدة الحاسوب صنعته شركة كوريل ، فإنه يستخدم أساسا لعلاج الصور الرقمية. هذا البرنامج هو جزء من منظومة كوريل دراو ، فإن النسخة الأخيرة هي منظومة كوريل فوطوبانت اكس 3 ، وهو النسخة 13 .

## روابط خارجية
- www.corel.com